# Ramalhete de Riolan

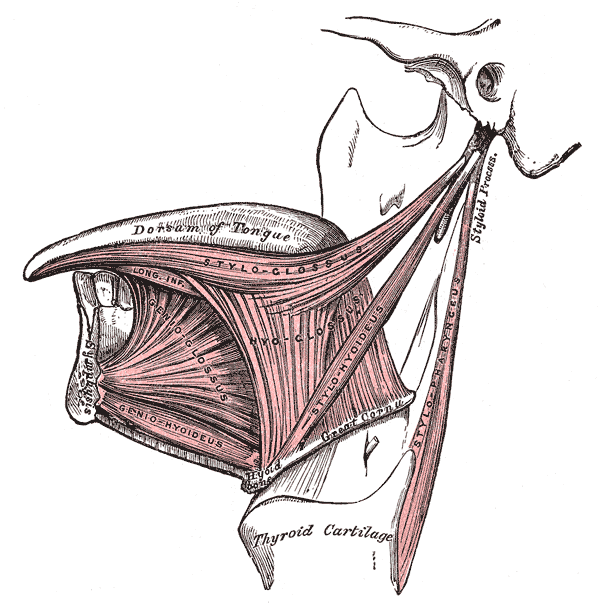
Os músculos constituintes do Ramalhete de Riolan; da esquerda para a direita: estilo-glosso, estilo-hioideu, estilo-faríngeo

O Ramalhete de Riolan (também conhecido como o Bouquet de Riolan ou, mais descritivamente, os ligamentos e músculos estilóides), é o nome dado ao conjunto de músculos e ligamentos que se inserem ao nível do processo estilóide do osso temporal. São os seguintes:
- Músculos:
  - Músculo estilo-faríngeo
  - Músculo estilo-glosso
  - Músculo estilo-hioideu

- Ligamentos:
  - Ligamento estilo-hioideu
  - Ligamento estilo-mandibular

O nome epónimo faz referência a Jean Riolan, médico e anatomista francês dos séculos XVI e XVII.